# Teoretisk definition
Teoretisk definition är i empiriska undersökningar en specifikation av problemställningen,[källa behövs] alltså en begränsning av det ursprungliga begreppet.[källa behövs]